# رالي تركيا 2019
رالي تركيا 2019 هو سباق رالي أقيم في الفترة من 12 إلى 15 سبتمبر 2019 في مرماريس، موغلا. كان الجولة الحادية عشر ضمن بطولة العالم للراليات موسم 2019. تكون الرالي من 17 مرحلة. فاز سيباستيان أوجييه ببطولة السائقين.